# Bazylika większa
Bazylika większa (łac. basilica maior, l.mn. basilicae maiores) oraz bazylika papieska, bazylika patriarchalna (od łac. Patriarchium ‘Pałac Apostolski’, co sugeruje, że są one jego częścią) – tytuł honorowy nadawany niektórym kościołom w Kościele katolickim. O statusie bazylik decyduje papież.

## Bazyliki większe
Bazyliki większe posiadają tron papieski i ołtarz zarezerwowany wyłącznie dla papieża albo upoważnionych przez niego prałatów. Bazyliki większe posiadają także pewne przywileje: używa się w nich konopeum i tintinnabulum. W tych świątyniach używano specjalnego baldachimu zwanego padiglione, który był noszony przed duchowieństwem. Duchowe przywileje bazylik to związanie z nimi pewnych odpustów. Widocznym znakiem szczególnych odpustów w roku jubileuszowym jest otwieranie drzwi świętych (porta sancta). Przy takich kościołach istnieją siedziby kolegiów penitencjarzy, zaś ich kanonicy mają prawo używać cappa magna oraz rokiety.
Rzymskimi bazylikami większymi są:
- arcybazylika św. Jana na Lateranie
- bazylika św. Piotra na Watykanie
- bazylika św. Pawła za Murami
- bazylika Matki Bożej Większej.

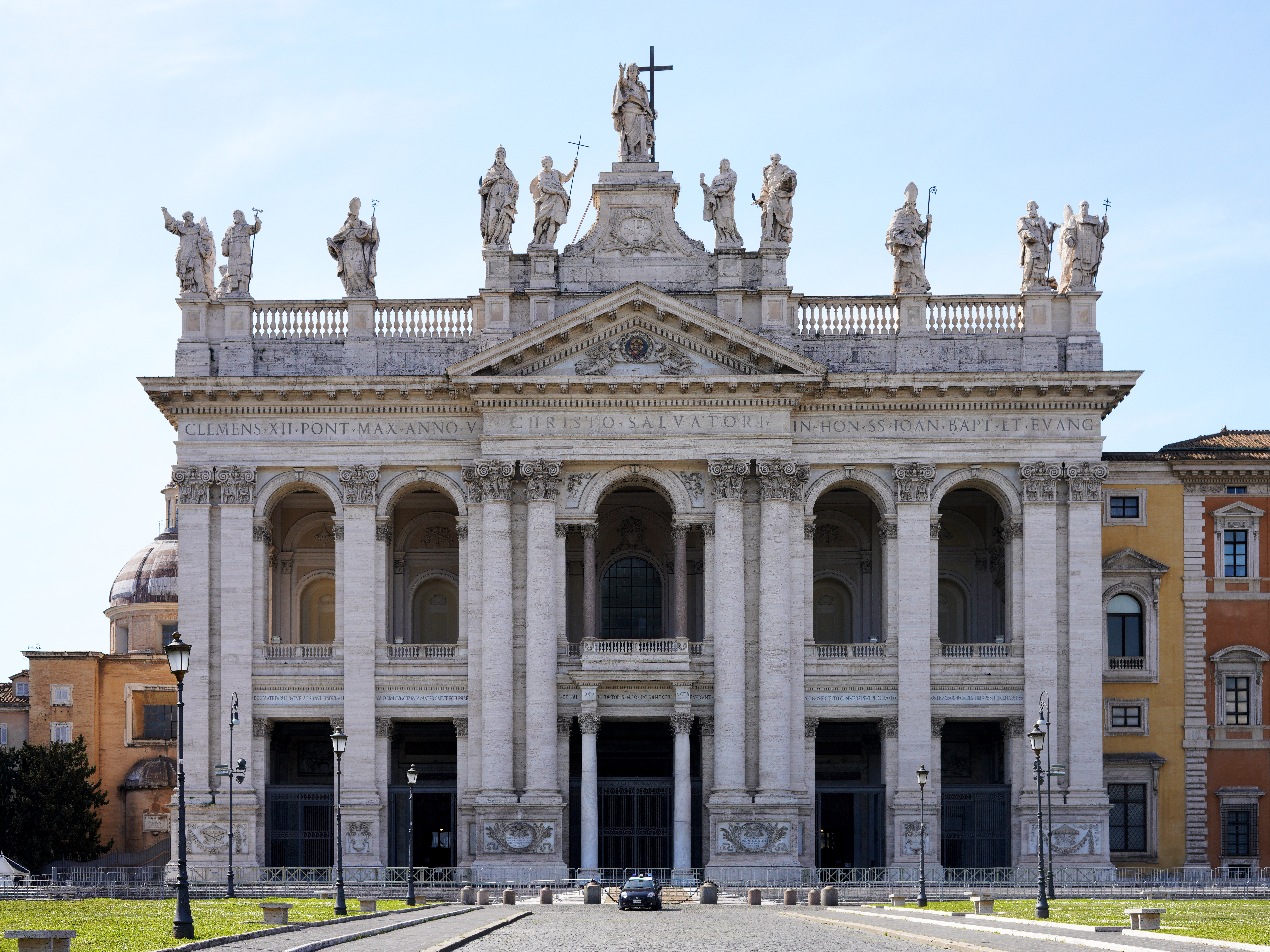
Arcybazylika św. Jana na Lateranie
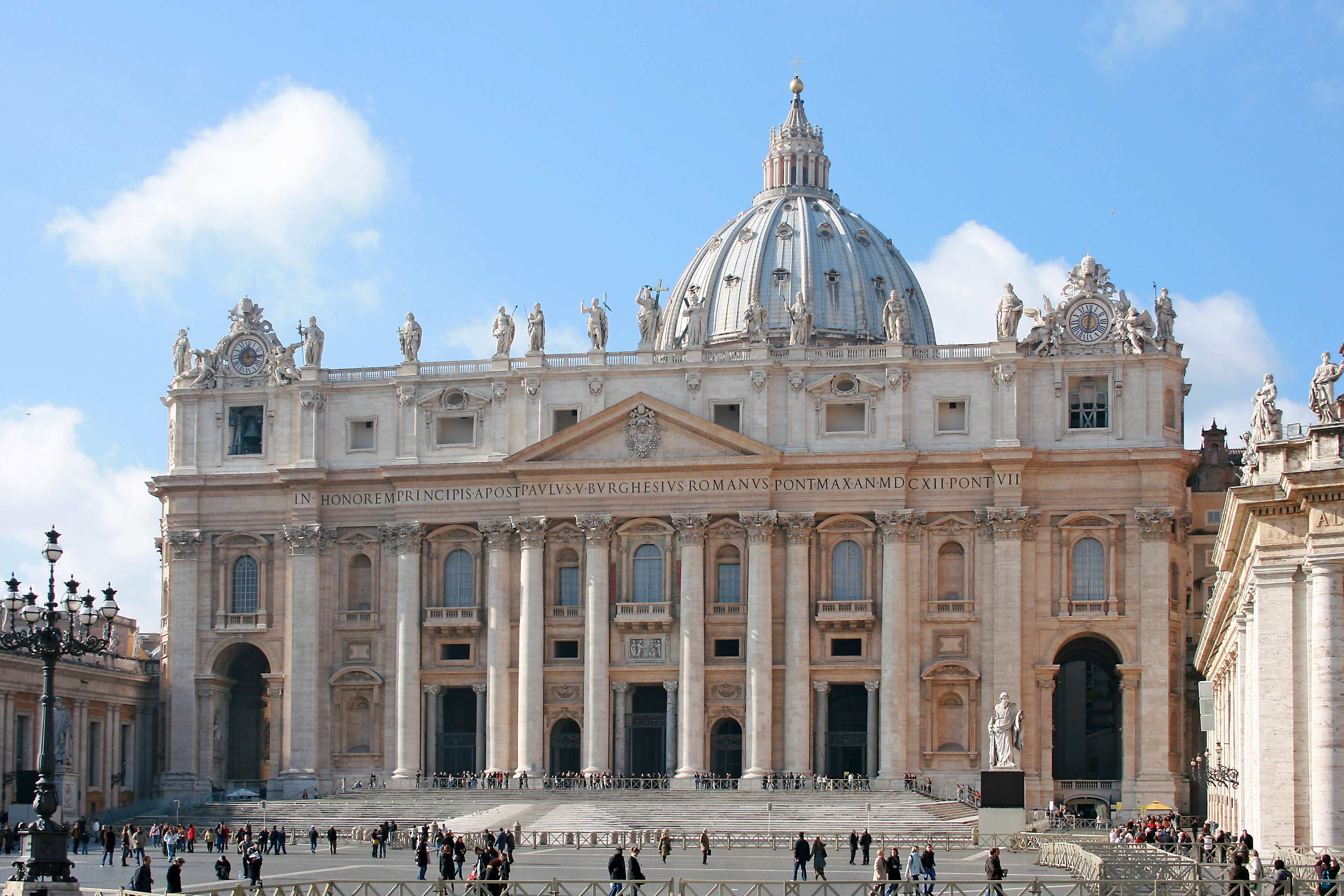
Bazylika św. Piotra na Watykanie
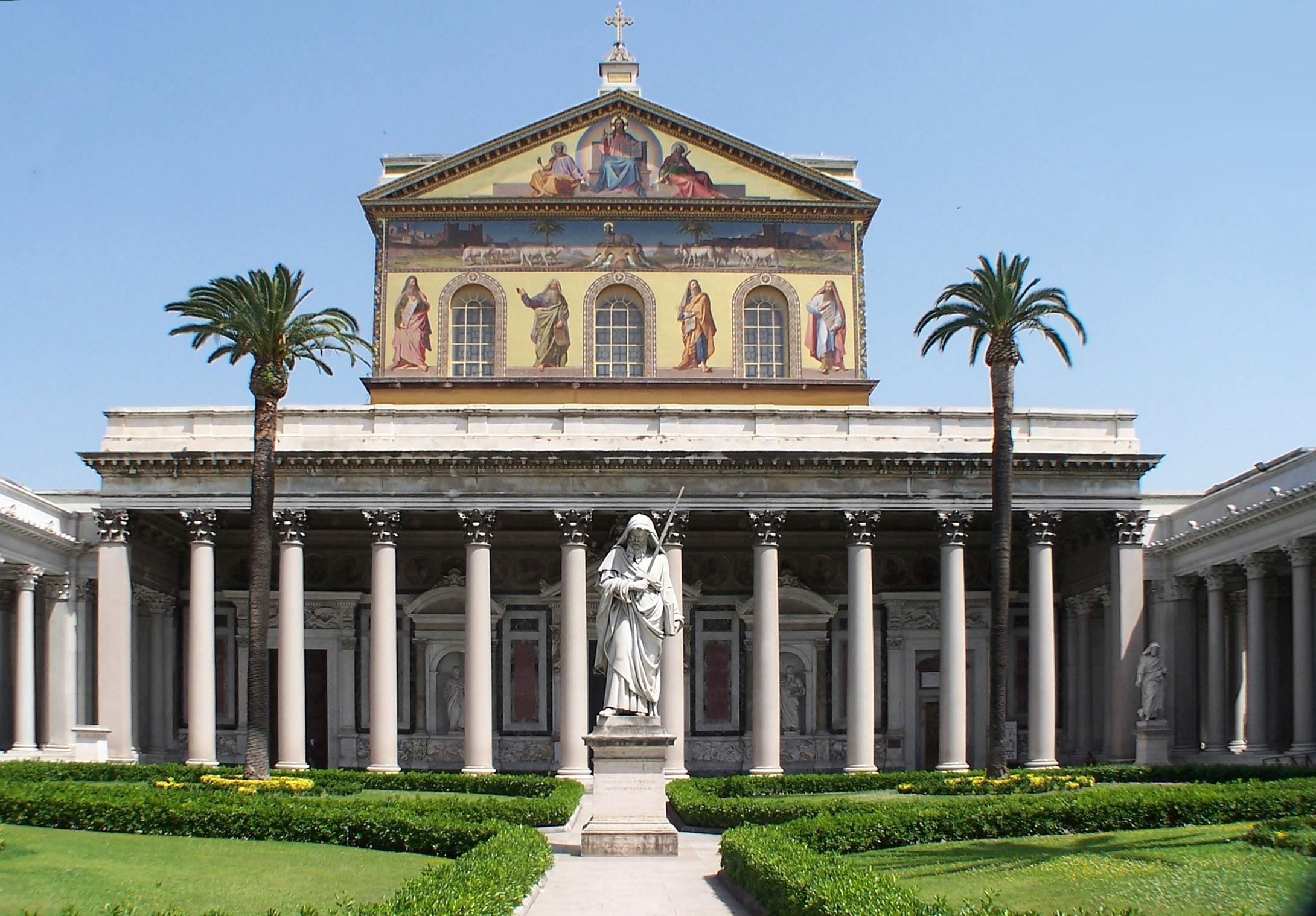
Bazylika św. Pawła za Murami
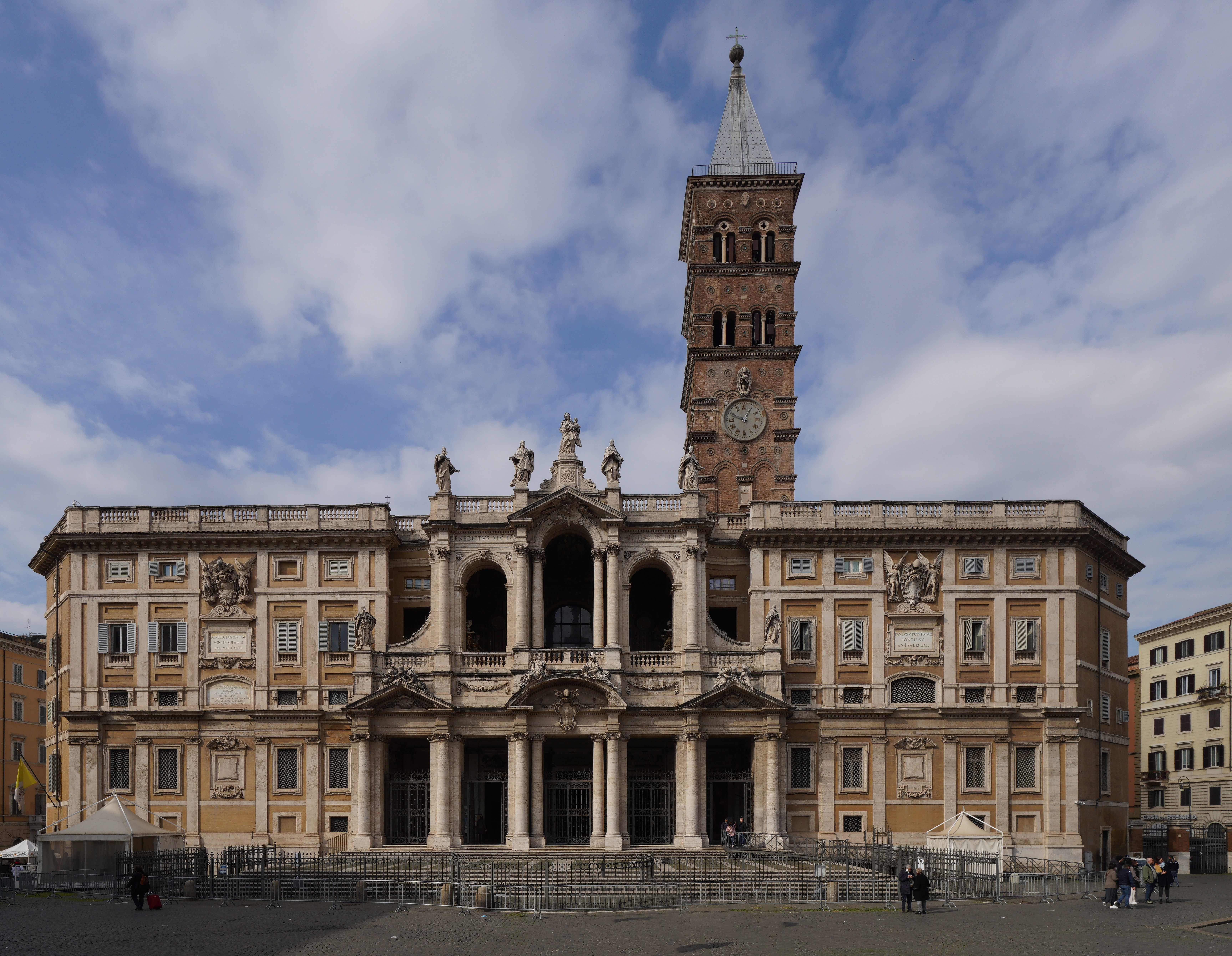
Bazylika Matki Bożej Większej

## Bazyliki patriarchalne
Opierając się na tradycji Pentarchii bazyliki patriarchalne, zarezerwowane były dla patriarchów. Uznawane były odpowiednio:
- arcybazylika św. Jana na Lateranie – zgodnie z tradycją Kościoła katolickiego uważana za Matkę i Głowę Wszystkich Kościołów Miasta i Świata (łac. Omnium Ecclesiarum Urbi et Orbi Mater et Caput), katedra papieża – Patriarchy Zachodu.
- bazylika św. Piotra na Watykanie – dla patriarchy Konstantynopola
- bazylika św. Pawła za Murami – przeznaczona dla patriarchy Aleksandrii
- bazylika Matki Bożej Większej – dla patriarchy Antiochii i Całego Wschodu
- bazylika św. Wawrzyńca za Murami – dla patriarchy Jerozolimy.

Inną genezę mają bazyliki patriarchalne, których tytuł wynika z faktu bycia siedzibami katolickich patriarchów mniejszych:
- bazylika patriarchalna św. Marka w Wenecji
- bazylika Matki Bożej Wniebowziętej w Akwilei – do momentu zniesienia patriarchatu akwilejskiego.

## Bazyliki papieskie
W 2006 roku papież Benedykt XVI po rezygnacji z tytułu patriarchy zachodu zdecydował, że rzymskie bazyliki zwane dotychczas patriarchalnymi będą uznawane za papieskie.
Obecnie za bazyliki papieskie, poza pięcioma dawnymi patriarchalnymi bazylikami rzymskimi, uznaje się poniższe kościoły:
- bazylika św. Franciszka w Asyżu
- bazylika Matki Bożej Anielskiej w Asyżu.

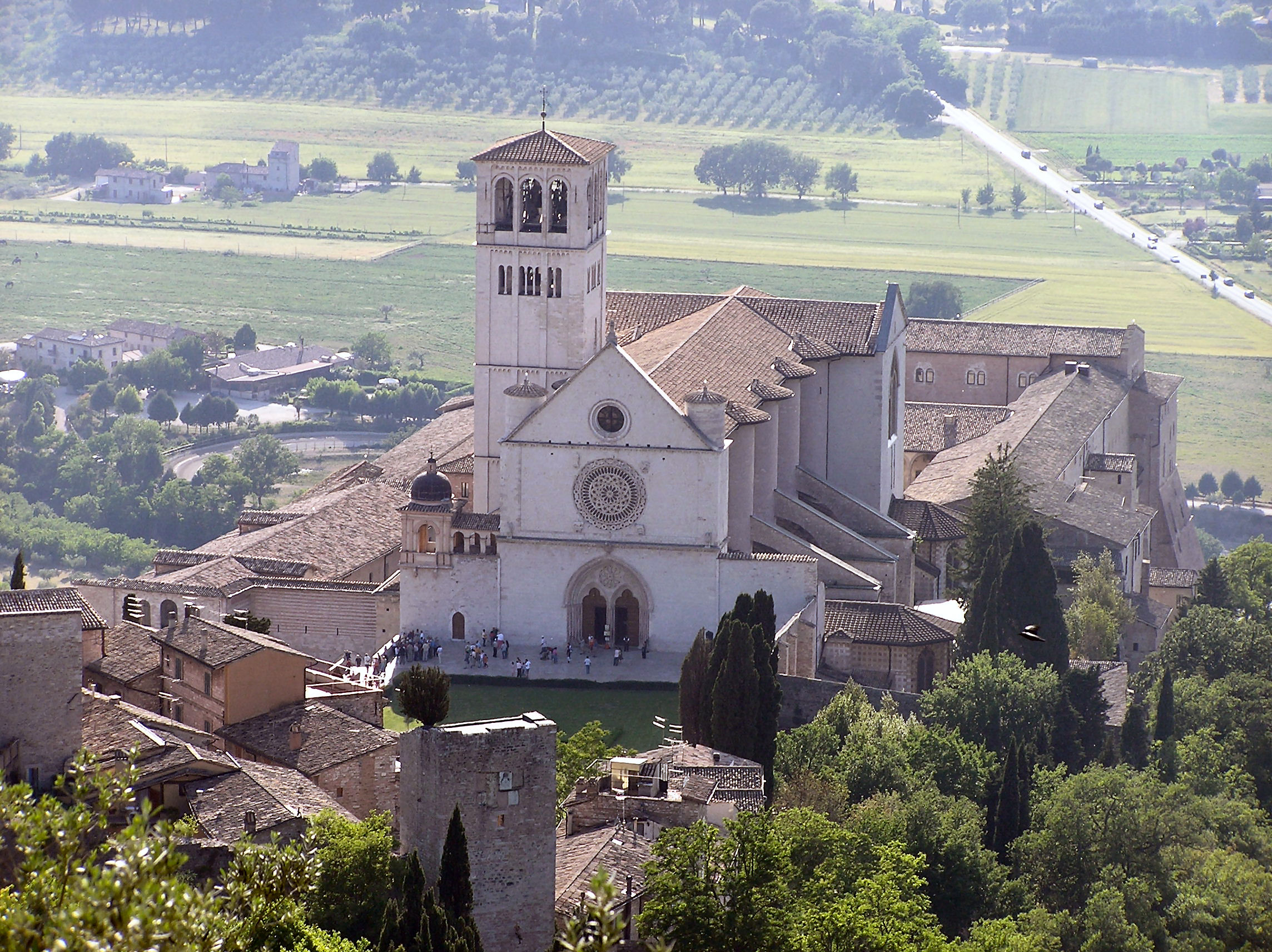
Bazylika św. Franciszka w Asyżu
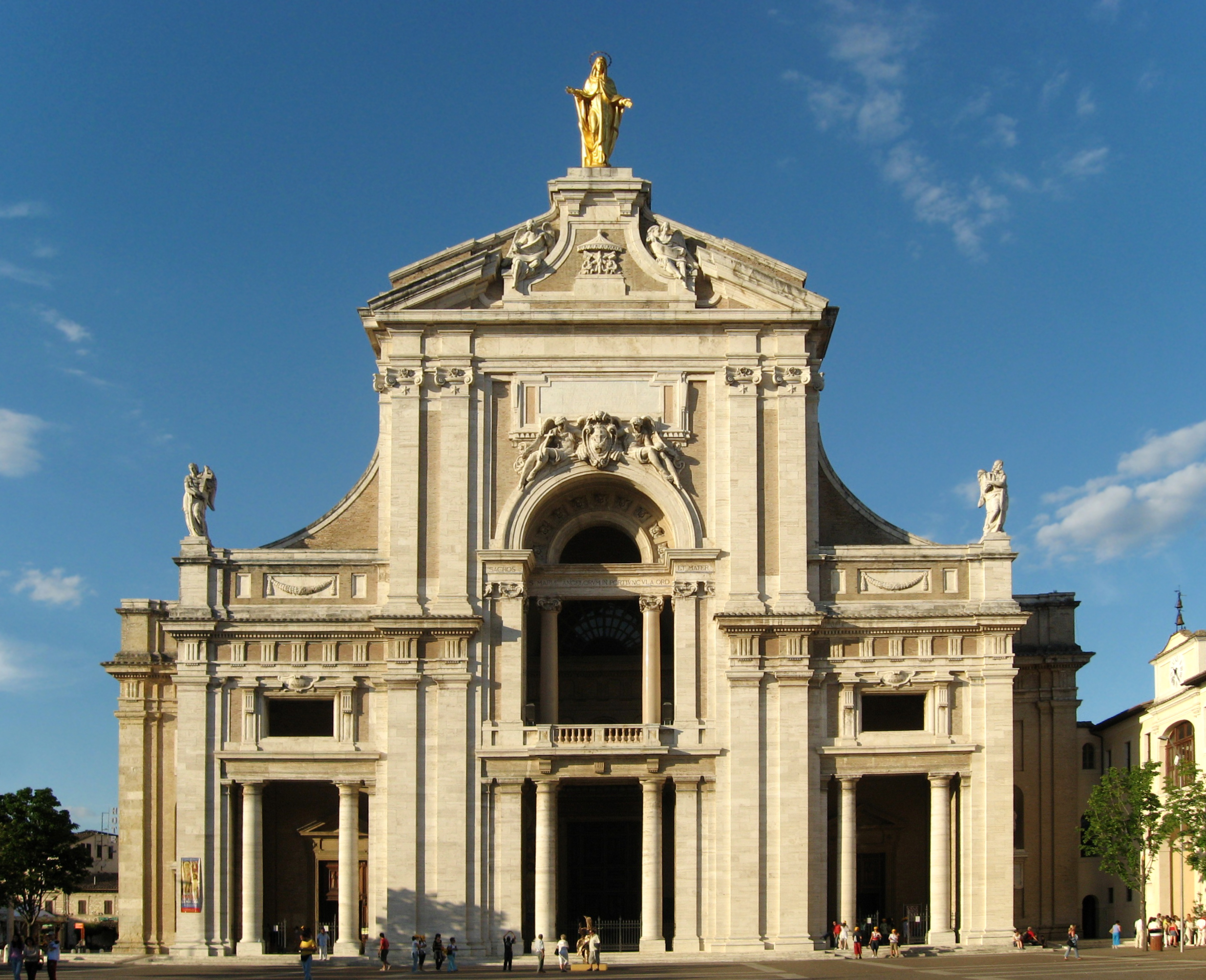
Bazylika Matki Bożej Anielskiej pod Asyżem

- sanktuarium Matki Bożej Różańcowej w Pompei
- sanktuarium Santa Casa w Loreto
- bazylika św. Antoniego w Padwie
- bazylika św. Mikołaja w Bari
- bazylika św. Michała w Madrycie